# Juntos Haremos Historia
Juntos Haremos Historia (en català, Junts Farem Història) és una coalició i aliança electoral mexicana formada pel partit Moviment Regeneració Nacional (Morena), el Partit del Treball (PT) i el Partit Encuentro Social (PES) per participar en les eleccions federals de Mèxic de 2018. L'any 2019, l'aliança va continuar amb la integració en alguns estats del Partit Verd Ecologista de Mèxic, com en el cas de Baixa Califòrnia, Puebla i Quintana Roo.
És la coalició governant al país des que Andrés Manuel López Obrador va guanyar les eleccions federals de Mèxic de 2018 i va esdevenir President de Mèxic.